# Гайдош Іштван Ференцович
Іштван Ференцович Гайдош (нар. 5 травня 1971 у селі Яноші Берегівського району Закарпатської області)  — українець угорського походження, український політик і громадський діяч, народний депутат України; член фракції Партії регіонів (з 12.12.2012 по 20.02.2014); секретар комітету з питань прав людини, національних меншин і міжнаціональних відносин (з 25.12.12); голова громадської організації «Демократична спілка угорців України» (з 2002); мер міста Берегове у 2006—2012.

## Біографія

### Родина
Батько Гайдош Ференц Ференцович; народився 30.10.1938; працював водієм, наразі пенсіонер.
Мати Петрушка Марта Юліївна; народилась 23.09.1945; вчитель математики, пенсіонер.
Дружина — Гайдош Ірина (1975 року народження); фізична особа — підприємець; сини: Іштван (1997 року народження); Мигай (1998 року народження); Андраш (2007 року народження).

### Освіта
Закінчив Тульський політехнічний інститут (1988—1991); Державний університет «Львівська політехніка» (1993—1995), інженер-механік, «Автомобілі та автомобільне господарство»; Ужгородський державний інститут інформатики, економіки і права, факультет права.
Володіє угорською, українською, російською мовами.
У 2018 році потрапив у базу сайту «Миротворець».

## Політична діяльність
- З 1998 року по 2000 рік — голова Берегівської районної ради.
- З 2000 року по 2002 рік — голова Берегівської райдержадміністрації[2][3].
- З 2006 року 2012 — Берегівський міський голова.

### Народний депутат України
Народний депутат України 7 — го скликання, обраний за списком Партії регіонів, № 74 у списку. На час виборів — мер міста Берегове.
Народний депутат України 4 — го скликання (2002—2006) секретар Комітету Верховної Ради України з питань прав людини, національних меншин та міжнаціональних відносин. Отримав перемогу як депутат мажоритарник на окрузі № 72 (Закарпатська область). З 2002 по 2005 — член фракції СДПУ (о). 2005 року перейшов до фракції Соціалістичної партії України.
20 лютого 2014 року вийшов із фракції Партії регіонів.
З 2005 року по червень 2012 року — керівник партії «Демократична партія угорців України».

### Громадська робота
- З 2002 року по теперішній час голова Громадської організації «Демократична спілка угорців України».

## Скандали
Гайдош засуджував Євромайдан і виступав на стороні його противників, співпрацює з угорською націоналістичною партією «Йоббік», яка підтримала окупацію Криму до РФ. З 2014 року Гайдош входить в список осіб, перебування яких небажане в Криму (за версією РФ).

## Політичні погляди
Критично ставиться до українських націоналістичних рухів, в тому числі до партії «Свобода». Багато з подібних організацій Гайдош називає «нацистськими». Критикує владу СРСР за те, що після закінчення Другої світової війни багато німців і угорці Закарпаття, які не мали стосунку до колабораціоністів, були репресовані.

## Нагороди
- 2004 — орден «За заслуги» III ступеня[7]
- 2011 — орден «За заслуги» II ступеня[8]